# Colgar laraticus
Colgar laraticus är en insektsart. Colgar laraticus ingår i släktet Colgar och familjen Flatidae. Utöver nominatformen finns också underarten C. l. punctata.